# Gesetz über den Kirchlichen Datenschutz
Das Gesetz über den Kirchlichen Datenschutz (KDG) regelt den Datenschutz in kirchlichen Angelegenheiten für den Bereich der römisch-katholischen Kirche in Deutschland. Die EU-Datenschutz-Grundverordnung erlaubt den Kirchen oder religiösen Gemeinschaften in Art. 91 eigene Datenschutzregelungen anzuwenden, sofern diese mit der Verordnung „in Einklang gebracht“ werden. Dementsprechend soll das KDG den Einklang mit der Datenschutz-Grundverordnung für den Bereich der römisch-katholischen Kirche in Deutschland herstellen. Es löste am 24. Mai 2018 die Anordnung über den kirchlichen Datenschutz ab.
Die Kirchen in Deutschland besitzen das Recht, aufgrund des kirchlichen Selbstbestimmungsrechts in  Art. 137 Absatz 3 der Weimarer Reichsverfassung in Verbindung mit Art. 140 des Grundgesetzes eigene Rechtsordnungen für ihren Bereich zu bestimmen. Aufgrund der Subsidiaritätsklausel in § 2 Abs. 2 des Gesetzes gehen besondere kirchliche oder staatliche Regelungen zum Schutz personenbezogener Daten den Regelungen dieses Gesetzes vor. Dies sind nach kirchlichem Recht insbesondere die Vorschriften zur Wahrung des Beicht- und Seelsorgegeheimnisses, die in einigen Bistümern existierenden weiteren spezifischen Datenschutzregelungen, zum Beispiel zum Schutz der Patientendaten in katholischen Krankenhäusern und die dienstrechtliche Schweigepflicht für Mitarbeiter nach § 5 Abs. 1 AVR-Caritas. Nach staatlichem Recht geht dem Gesetz insbesondere die strafrechtlich geregelte Schweigepflicht des § 203 StGB vor. Dagegen entfalten die Regelungen des Sozialdatenschutzes keine Wirkung im kirchlichen Bereich.
Der Anwendungsbereich des Gesetzes erstreckt sich nicht nur auf den Bereich der sogenannten verfassten Kirche, sondern auch auf den Deutschen Caritasverband, die Diözesan-Caritasverbände, ihre Untergliederungen und Fachverbände und alle kirchlichen Stiftungen, Körperschaften, Anstalten, Einrichtungen und Werke unabhängig von ihrer Rechtsform. Dadurch regelt das Gesetz den Umgang mit personenbezogenen Daten einer großen Zahl von Bürgern, die zum Beispiel
- durch Taufe oder Kircheneintritt Mitglied der katholischen Kirche sind und damit im kirchlichen Melderegister verzeichnet sind,
- in einem katholischen Krankenhaus behandelt werden,
- als Kind oder Jugendlicher in einer katholischen Jugendhilfeeinrichtung leben,
- eine Drogenberatungsstelle in katholischer Trägerschaft aufsuchen,
- als Eltern eine katholische Erziehungsberatungsstelle aufsuchen,
- im Rahmen einer gesetzlichen Betreuung von einem katholischen Träger betreut werden,
- als Pflegebedürftige von einem Pflegedienst in katholischer Trägerschaft versorgt werden,
- als Arbeitnehmer vom Wirkungsbereich des KDG erfasst werden.

Die Ortsbischöfe müssen jeweils für ihr Bistum das KDG förmlich in Kraft setzen. Der Erzbischof von Hamburg hat das Gesetz am 22. Dezember 2017 ausgefertigt.
Die Bischöfe sind verpflichtet, für ihr Bistum jeweils einen Diözesandatenschutzbeauftragten als Leiter der Datenschutzaufsicht zu bestellen (§ 42 KDG). Der Diözesandatenschutzbeauftragte ist in Ausübung seiner Tätigkeit an Weisungen nicht gebunden und nur dem kirchlichen Recht und dem für die Kirchen verbindlichen staatlichen Recht unterworfen (§ 43 KDG). Jede betroffene Person hat das Recht auf Beschwerde beim Diözesandatenschutzbeauftragten, wenn sie der Ansicht ist, dass die Verarbeitung der sie betreffenden personenbezogenen Daten gegen Vorschriften des KDG oder gegen andere Datenschutzvorschriften verstößt (§ 48 KDG).
Bei Verstößen gegen das KDG werden Geldbußen bis 500.000 Euro verhängt (§ 51 KDG). Dazu leitet der Diözesandatenschutzbeauftragte den Vorgang an die nach staatlichem Recht zuständige Vollstreckungsbehörde weiter.